# Савчук, Валерий Владимирович
Валерий Владимирович Савчук (1 мая 1954, Краматорск, Донецкая область) — российский философ, аналитик изобразительного искусства, куратор, художник.
Доктор философских наук, профессор кафедры онтологии и теории познания философского факультета СПбГУ.
Член Международного союза историков искусств и художественных критиков (АИС),Член Союза художников товарищества «Свободная культура», «Пушкинская — 10».
Участник и куратор акций и художественных выставок в том числе и зарубежных: Гамбург, Котка (Финляндия), Документа Х (Кассель), Варшава, Сан-Пауло, Тарту и др. Как художник работает в жанре перформанса, городской скульптуры и инсталляции.

## Биография
Родился в семье Савчука Владимира Васильевича и Екатерины Александровны. Прадеды по отцовской линии находились в родстве с купцами Щербаковыми, которые до Революции владели кожевенным делом в Курской губернии. Детство провел в Казахстане, где его отец осваивал целинные земли.
В 1979 году закончил философский факультет Ленинградского государственного университета им. А. А. Жданова. С 1981 по 1984 продолжил обучение в нём на аспирантских курсах, по результатам которых защитил кандидатскую диссертацию «Теоретический анализ формирования убеждений». В 1986 году стал ассистентом кафедры онтологии. Руководил работой совета молодых учёных философского факультета.
В 1989 году организовал общество «Новая архаика» (В.Драпкин, Е.Козлов, А. Демичев), идея которого заключалась в преодолении постмодернизма. 11 декабря 1990 года это общество провело фестиваль в ленинградском кафе «Бродячая собака». В 1991 году стал доцентом. С 1994 по 1996 г. обучался в докторантуре на кафедре онтологии и теории познания философского факультета СПбГУ. В 1995 году общество «Новая архаика» трансформировалось в Ассоциацию танатологов, президентом которой стал А. В. Демичев. К этому времени Савчук публикует свою первую книгу «Кровь и культура», которая выражает основные его идеи «новоархаического периода». В 1996 году он защитил докторскую диссертацию по теме: «Пространство архаического: границы рефлексии». В 1997 году стал профессором.
В 1997 году в Германии прочёл цикл лекций «Искусство в постинформационную эпоху» в Грейфсвальдском университете, а затем на следующий год там же «Искусство в эпоху постмодернизма». В 2008 году Савчук продолжил сотрудничество с немецкими коллегами, получив стипендию DAAD на участие в конференции «Философия ориентирования».
В 2000 году сделал доклад на пленарном заседании международного конгресса «Образ и насилие» в Сан-Пауло (Бразилия). В 2001 году стажировался в Свободном университете Берлина (стипендия DAAD)
В 2003 году обращается в своём творчестве к анализу визуального образа и фотографии, что к 2005 году выражается в книге «Философия фотографии».
В 2007 году стал визит-профессором Южного федерального университета (Ростов-на-Дону). Тогда же он впервые обозначил свой интерес к медиафилософии (авторство этого термина Савчук возводит к Рудольфу Фитцу), организовав в Санкт-Петербурге конференцию «Медиа как предмет философии». С 22 июня 2010 года является основателем и директором Центра медиафилософии

## Философия
Философский интерес Савчука вырастает на почве эпистемологической проблематики — он выпускник кафедры логики. Марксистская теория познания, утверждавшая практику критерием истины (в Ленинграде это направление развивал Б. И. Липский), вкупе с увлечениями западноевропейским (пост)структурализмом привели его к понятию новой архаики и архаической рефлексии (ср. идеи «первобытного мышления» Клода Леви-Строса), где познание растворяется в синтетическом единстве прочих форм освоения действительности. Впоследствии эти понятия трансформируются в оригинальную концепцию топологической рефлексии, которая мыслится антиподом чистого разума (за что он подвергается критике со стороны феноменологов). Это синтетическое понимание процесса познания опирается на бессознательное («архаическое»), которое составляет достаточное основание, чтобы преодолеть беспочвенность постмодернизма. Сближаясь с танатологами и некрореалистами, он утверждает, что сердцевиной бессознательного является перворана, проявлением которой всегда является кровь. Савчук настаивает на взаимодействии философии и актуального искусства, развивая идеи философа как художника, где перформанс — это замещающий двойник практики. Он полагает, что вслед за информационным приходит постинформационное общество (в котором информация уже перестаёт информировать), мышление обусловлено телесностью, а рациональное и иррациональное не противостоят друг другу (концепт позы логоса).
Впоследствии (в начале XXI века) в философском творчестве Савчука происходит переход от «новой архаики» и «мышления телом» к «медиафилософии», когда реальность предстаёт в виде медиареальности, фрагментами которой становятся культуралы (постинтеллигенты или квазиинтеллигентный студийный планктон) и коммуниканты (обезличенные субъекты коммуникации). Он провозглашает и обосновывает тезисы: «все есть медиа», «медиа внутри нас» и «медиа воспринимают нами».

## Достижения
Автор 20 книг и более 300 публикаций — научные работы, эссе, критические и аналитические статьи о современном искусстве, кураторские и художественные проекты. Отдельные работы переведены на английский, болгарский, литовский, немецкий, польский, португальский, сербский и финский языки. Книга «Кровь и культура» была предметом анализа на семинарских занятиях в Констанцском университете под руководством проф. И. П. Смирнова.
По книге «Кровь и культура» был поставлен спектакль в 2005 г. театра «ARKI» (Финляндия).

### Публикации в ведущих иностранных журналах
- Gott ist tot, doch der Kater lebt? // Paragrana (Internationale Zeitschrift für Historische Anthropologie), Band 8, Heft 2/1999: Idiosynkrasien, Seite 224—229 (Aus dem Russischem von Jan Koehler).
- Umo Jornada Antártica // By Touch. 2000. P. 3 (на португальском языке).
- Der Aktionismus als das Konversive des Topos // Menschen Formen. Aufsätze. Tectum Verlag, Marburg, 2000. S. 115—124.
- Marginalien // Les Carnets Ernst Juenger. 2000, № 5. S. 205—207
- Philosophie in Marsch // Was kostet den Kopf? Ausgesetztes Denken Der Aisthesis zwischen Abstraktion und Imagination. Dietmar Kamper zum 65. Geburtstag. Hg. Herbert Neidhöfer, Bernd Ternes. Tectum Verlag, Marburg, 2001. S. 450—469.
- Kriptologie der Gewalt // Ver — Schiede der Kultur. Menschen Formen. Aufsätze zur Kippe kulturantropologischen Nachdenkens. Bd. II. Tectum Verlag, Marburg, 2002. S. 452—462.
- From the book Nude — Kitaev — Nude // The Russian Nude: XXth Centuri Photography Luke & A Galelery of Modern Art, London, 2002. P. 5 — 8.
- The Nude in the post — erotic Age // Das rigorose Glück. Erste Annärung. Hrg. Bernd Ternes und dem RG — Verein. Aufsätze. Marburg: Tectum Verlag, 2002. S. 168—227.
- Kulturologen sind in Russland mehr wert als Philosophen // Philosophieren im Ostseeraum. Beiträge des Nord — und osteurophäischen Forums für Philosophie. Greifswald. / Hrsg. Carola Häntsh. Wiesbaden: Harrassowitz Verlag, 2004. S. 239—247
- Die Russische Seele ist kein grösseres Geheimnis als die deutsche Vernunft // Ostseezeitung. Greifswalder Zeitung. 2005.09.09. № 211. S. 15.
- Struktura chwili w fotografii // Kwartalnik Fotografia. 2005. № 19. S. 87 — 90.
- The structure of a moment in photographiy // Fotografia. 2005. № 19. P. 119 −12
- Die postinformationelle Gesellschaft: von der Totalität zur Lokalisierung // Globale Wirtschaft und humane Gesellschaft. Ost-, West- und Südprobleme / Hrg. von Rudolf Hermeier, Mark M. Huessy, Valerij Ljubin. Münster. 2006. S. 93 — 96.
- Blut und Gemeinschaft // Mythen des Blutes / Christina von Braun; Christoph Wulf (Hg.). Frankfurt am Main: Campus Verl. 2007. S. 272—280.
- О медиальном ресурсе русской философии // Wiener Slawistischer Almanach. / Herausgeber: Aage A. Hansen-Löve/ Tilmann Reuther. Band. 61. 2009.
- Съдбата на нихилизма в Русия // Философски алтернативи. 2010, № 3. С. 105—123 (перев. на болгарский язык Н. Димитрова)
- The nude in the post-erotic age // Ghrebh-Revista de SemiCtica, Cultura e MMdia. /